# 王微 (刘宋)
王微（415年—453年），字景玄，琅邪臨沂（今山東臨沂）人。南朝宋官員，太保王弘弟王孺之子。王微為人多才多藝，但不喜為官，父親死後就屢辭除授。

## 生平
王微年輕時已好學，無所不覽，不但能寫文章，也通書法和畫畫，更知音律及醫藥，甚至陰陽術數。十六歲時，王微獲州舉為秀才，衡陽王義季也召他為右軍參軍，但他都不去。後起家任司徒祭酒，歷遷司徒主簿、始興王劉濬後軍功曹、記室參軍，太子中舍人、始興王友。後王孺去世，王微離職守喪，過後又獲除南平王劉鑠的右軍諮議參軍，不過王微其實一直都不愛做官，這次就稱病不去了。後又獲除授中書侍郎，又有打算以他任南琅邪太守和義興太守，王微都一一推辭。後吏部尚書江湛打算舉王微為吏部郎，王微寫書婉拒，如此十多年都沒有再做官，閒居屋中玩古物，看書籍，宋文帝知他會卜筮，又賜他蓍草。元嘉三十年（453年），王微為弟弟太子舍人王僧謙治病，但僧謙沒有依時依量吃藥，病死了，王微於是怨恨自己，病了也不肯醫了，一直為僧謙之死而傷心。最終王微在僧謙死後四十日也去世了，享年三十九歲。死前遺令薄葬，並將生前彈的琴送給了何偃。朝廷追贈祕書監。

## 延伸阅读
[在维基数据编辑]
 在维基文库阅读此作者作品
 《宋書·卷62》，出自沈约《宋书》